# 南洋白花蝴蝶兰
南洋白花蝴蝶蘭（學名：Phalaenopsis amabilis，意为“月光兰花”），中文正式名為美丽蝴蝶蘭，因其种小名“amabilis”谐音“阿嬤”，又得俗称阿嬤蝴蝶蘭。本种为蝴蝶蘭属的模式種，原產於東印度群島和澳大利亚，现为常见观赏栽培花卉，也与茉莉和大花草并列为印度尼西亚的三种国花之一。
台湾蝴蝶兰经常被误称为阿嬤蝴蝶蘭，但两者实为不同的物种。1921年，日本蘭協會创立者島津忠重在受邀参加英国皇家园艺协会的会议后，在英国的植物学期刊《兰花评鉴》第29卷中发表了多种当时日治地区的兰花物种，其中将台湾蝴蝶兰称作阿嬤蝴蝶兰的下级分类元（“Phalaenopsis amabilis formosana”），并提到其花朵数相比后者更多，但其它方面都较相似。由于该文并不包括对植物的特征描述和插图，根据國際藻類、真菌和植物命名法規，属于不合法发表。而且，台湾蝴蝶兰实际可能與阿嬤蝴蝶蘭親緣關係較遠，兩者的花部也並非最為接近。然而，台湾的蝴蝶兰就此被與實際原產菲律賓至澳洲的阿嬤蝴蝶蘭混淆，園藝界至今常用“台灣阿嬤”這一俗名指代台灣蝴蝶蘭。

## 亚种
白花蝴蝶兰的亚种包括：
- Phalaenopsis amabilis subsp. amabilis[5]：分布最广的亚种[6]
- Phalaenopsis amabilis subsp. moluccana (Schltr.) Christenson[7]
- Phalaenopsis amabilis subsp. rosenstromii (F.M.Bailey) Christenson[8]

其中第三个亚种有时也视为一个单独的种，即Phalaenopsis rosenstromii。